# Varvara Nikolaevna Batjuškova
Varvara Nikolaevna Batjuškova, in russo Варвара Николаевна Батюшкова? (Russia, 1852 – Ozёrki, 12 agosto 1894), è stata una rivoluzionaria russa.

## Biografia
Nacque in una famiglia aristocratica: il padre era un consigliere di Stato, nipote del poeta Konstantin Batjuškov. Dopo gli studi privati, nel 1872 Varvara andò in Svizzera, iscrivendosi all'Università di Zurigo e frequentando la comunità di studentesse russe « Fričej », un gruppo di opposizione politica anti-zarista. Nel 1873 tornò a Mosca, aderì al circolo Čajkovskij e poi, in conformità ai programmi populisti, lasciò Mosca per trasferirsi nelle campagne a provvedere ai bisogni dei contadini, svolgendo nel contempo un'attiva propaganda anti-governativa.
Fece l'insegnante nella scuola del villaggio di Izmalkovo, nell'oblast' di Lipeck, dove l'amica e compagna di fede Sof'ja Subbotina possedeva delle proprietà. Fu arrestata nel settembre del 1874 con l'accusa di diffondere libri proibiti, ma grazie all'intervento dei suoi influenti famigliari, il 19 febbraio 1875 il suo caso fu archiviato.
Appartenente, come le altre ragazze del circolo Fričej, all'Organizzazione socialrivoluzionaria panrussa, si adoperò per la liberazione di suoi compagni che erano stati arrestati nell'aprile del 1875. Insieme a Nikolaj Cvilenev, Natal'ja Armfel'dt e Lev Ivanov tentò invano di far evadere Nikolaj Morozov dal carcere di Tver'.
Fu arrestata a Mosca con Cvilenev la sera del 10 agosto 1875 e trasferita a Pietroburgo. Imputata nel « processo dei 50 », il 14 marzo 1877 fu condannata a nove anni di lavori forzati per redazione e diffusione di scritti proibiti. La sua pena fu commutata nell'esilio in Siberia. Sposò in carcere Cvilenev e nel gennaio del 1878 entrambi furono confinati presso Balagansk, nella provincia di Irkutsk.
Nel 1889 ottennero il permesso di tornare nella Russia europea e si stabilirono nella tenuta della famiglia Cvilenev a Ozёrki, nella provincia di Orël. Qui Varvara morì il 12 agosto 1894.